# Franz Bachler
Franz Bachler OSB (* 8. Mai 1915 in Abtenau als Anton Bachler; † 28. April 2003 in Salzburg) war Benediktiner und langjähriger Erzabt der Erzabtei St. Peter in Salzburg, des ältesten Klosters im deutschsprachigen Raum.

## Leben und Wirken

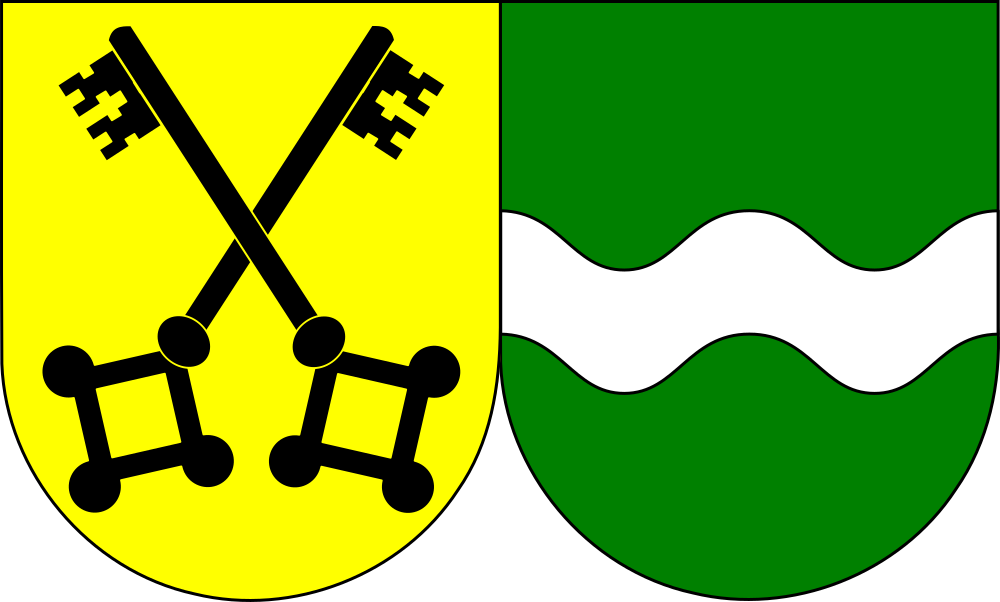
Allianz-Wappenschild von Erzabt Franz Bachler

Geboren wurde Anton Bachler 1915 als Bauernsohn und jüngstes von neun Kindern in Abtenau-Lindenthal bei Salzburg. Im Jahre 1934 trat er in das Benediktiner-Stift St. Peter ein und erhielt den Ordensnamen des hl. Franz von Assisi; sein Taufpatron war Antonius von Padua. Neben dem Studium der Theologie und Philosophie erhielt Franz Bachler eine Ausbildung in Mathematik und Physik an der Universität Innsbruck, im Hinblick auf seinen Einsatz als Lehrer am neuerrichteten Stiftsgymnasium, das aber nach der Aufhebung durch die Nationalsozialisten nach dem Kriege nicht wiedereröffnet wurde. Im Jahr 1941 im Salzburger Dom zum Priester geweiht, war Pater Franz anschließend Kooperator in Abtenau, Novizenmeister, Spiritual und Präfekt im Kolleg St. Benedikt sowie geistlicher Leiter der Marianischen Kongregation und Oblatenrektor von St. Peter.
1956 wählte der Konvent Franz Bachler zur Unterstützung des betagten Erzabtes Jakobus Reimer zum Abt-Koadjutor mit dem Recht der Nachfolge; seit dem 7. Oktober 1958 leitete er als 85. Abt und dritter Erzabt das älteste Kloster des deutschen Sprachraumes. Während seiner 41 Jahre dauernden Regierungszeit wurden 1957 und 1981 beinahe alle Gebäude auf dem Klosterareal von St. Peter renoviert. Erzabt Franz führte die Erneuerungen des Zweiten Vatinischen Konzils umsichtig ins Klosterleben seines etwa 1300-jährigen Benediktinerstiftes ein. 
Zusätzlich zu seinen Aufgaben als Erzabt von St. Peter nahm Franz Bachler auch überregionale Ämter im Benediktinerorden wahr. Er war unter anderem erster und ständiger Assistent der Salzburger Äbtekonferenz und von 1963 bis 1987 Präsidiumsmitglied der Österreichischen Benediktinerkongregation. Von 1969 bis 1993 war er Vorsitzender der liturgischen Kommission der Österreichischen Benediktinerkongregation. Zudem hatte er viele Jahre das Amt des Vorsitzenden der Superiorenkonferenz der Erzdiözese Salzburg inne.
Für sein Wirken als Priester und Abt wurde Franz Bachler durch mehrere hohe kirchliche und weltliche Auszeichnungen geehrt. 
1997 verzichtete er auf eine Wiederwahl: Er hatte inzwischen das 82. Lebensjahr erreicht und wurde bereits nach dem Erreichen der Altersgrenze von 70 zweimal auf sechs Jahre wiedergewählt. Er ging mit dem bislang längsten Abbatiat in die Geschichte des Klosters ein. Er wurde in der Äbtegruft der Stiftskirche St. Peter beigesetzt.

## Schriften
- St. Peter – heute, in: St. Peter in Salzburg. Das älteste Kloster im deutschen Sprachraum. 3. Landesausstellung 15. Mai–26. Oktober 1982. Schätze europäischer Kunst und Kultur. Amt der Salzburger Landesregierung – Kulturabteilung, Salzburg 1982, S. 227–232.